# Gaj Mecena
Gaj Kilnije Mecena (lat. Gaius Cilnius Maecenas}}, 13. travnja 70. pr. Kr. – listopada 8. pr. Kr.) je bio rimski političar, pjesnik i pokrovitelj pjesnika. Bio je savjetnik i prijatelj Oktavijana Augusta. Njegovo prezime, Mecena, je postalo naziv za pokrovitelje umjetnosti. 